# Langley Research Center
Koordinaten: 37° 5′ 34″ N, 76° 22′ 52,8″ W

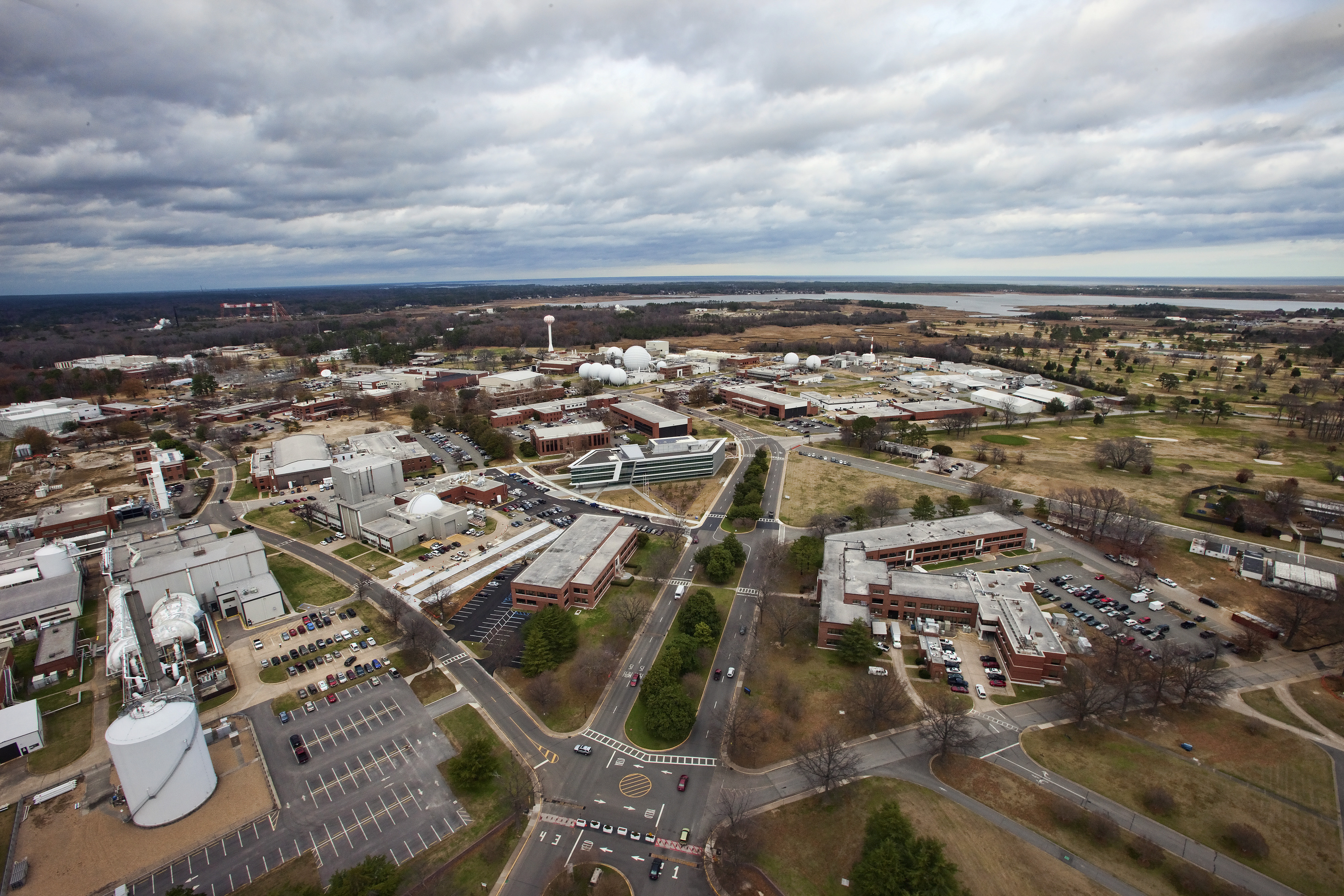
Langley Research Center (2011)

Das Langley Research Center (LaRC) ist eine Forschungseinrichtung der amerikanischen Raumfahrtbehörde NASA in Hampton (Virginia). Es wurde 1917 noch unter der Leitung der NACA als Langley Memorial Aeronautical Laboratory gegründet und nach dem Raketenpionier Samuel Langley benannt. Es war das erste zivile Forschungszentrum der USA.
Am Beginn stand die Entwicklung eines einfachen kleinen Windkanals in den 1920er Jahren. Schon bald wurden größere Windanlagen gebaut und in der Mitte der 1940er Jahre der erste Hochgeschwindigkeitswindkanal eröffnet. Das LaRC testete während des Zweiten Weltkriegs fast alle militärischen Flugzeugtypen der USA, um sie aerodynamisch zu verbessern. Heute kann im großen Langley-Windkanal Mach 10 erreicht werden.
1958 erhielt das Zentrum seinen heutigen Namen Langley Research Center. Gleichzeitig erfolgte der Übergang von der reinen aeronautischen Forschung zur Mitarbeit an den Weltraumprojekten der NASA. Geleitet wurde das LaRC von der sogenannten Space Task Group, die später erweitert wurde und heute das Johnson Space Center in Houston (Texas) bildet. Das erste Projekt war das Mercury-Programm, um einen Menschen in den Weltraum zu bringen. Die von Langley aus geleiteten Little-Joe-Starts in Wallops Island (Virginia) zum Testen der Mercury-Raumschiffe und deren Rettungssystemen, wie Rettungsturm und Fallschirme, wurden später auch auf das Gemini- und Apollo-Programm ausgeweitet.
Eigens dafür gebaute Simulationseinrichtungen halfen den Astronauten beim Training der Kopplungsmanöver zwischen Gemini-Raumschiffen mit dem Agena-Zielsatelliten. Weiterhin konnten in der Lunar Landing Research Facility die Apollo-Astronauten die Landung auf dem Mond in ihrer letzten Phase üben.
Die Überreste des Kommandomoduls von Apollo 1 werden hier seit Abschluss der Untersuchungen gelagert, seit 2007 in einem Gebäude mit Klimaanlage, um es besser vor Umwelteinflüssen zu schützen.
Auch bei der Satellitenentwicklung und dem Space-Shuttle-Programm ist Langley beteiligt. Eine besondere Entwicklung war die unbemannte Long Duration Exposure Facility (LDEF). Dieser Forschungssatellit in der Größe eines Omnibusses wurde vom Shuttle im April 1984 im Rahmen der Mission STS-41-C in eine Erdumlaufbahn gebracht. An Bord waren 57 Experimente installiert, die die Langzeitwirkung der Schwerelosigkeit auf neu entwickelte Materialien untersuchen sollten. Sechs Jahre später wurde die LDEF wieder eingefangen und von STS-32 im Januar 1990 zur Erde zurückgebracht.

Weitere Forschungszentren der NASA sind das Neil A. Armstrong Flight Research Center, das Glenn Research Center und das Ames Research Center.

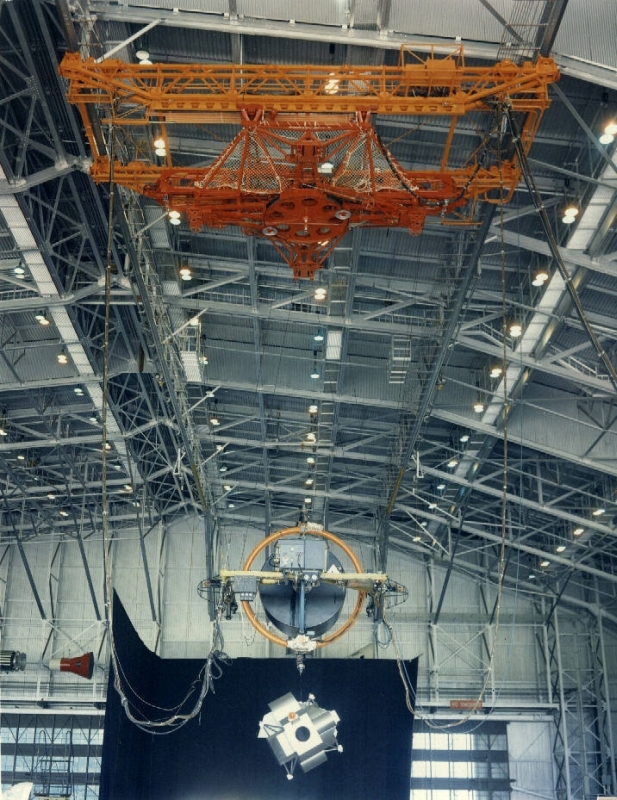
Rendezvous Docking Simulator (1967)
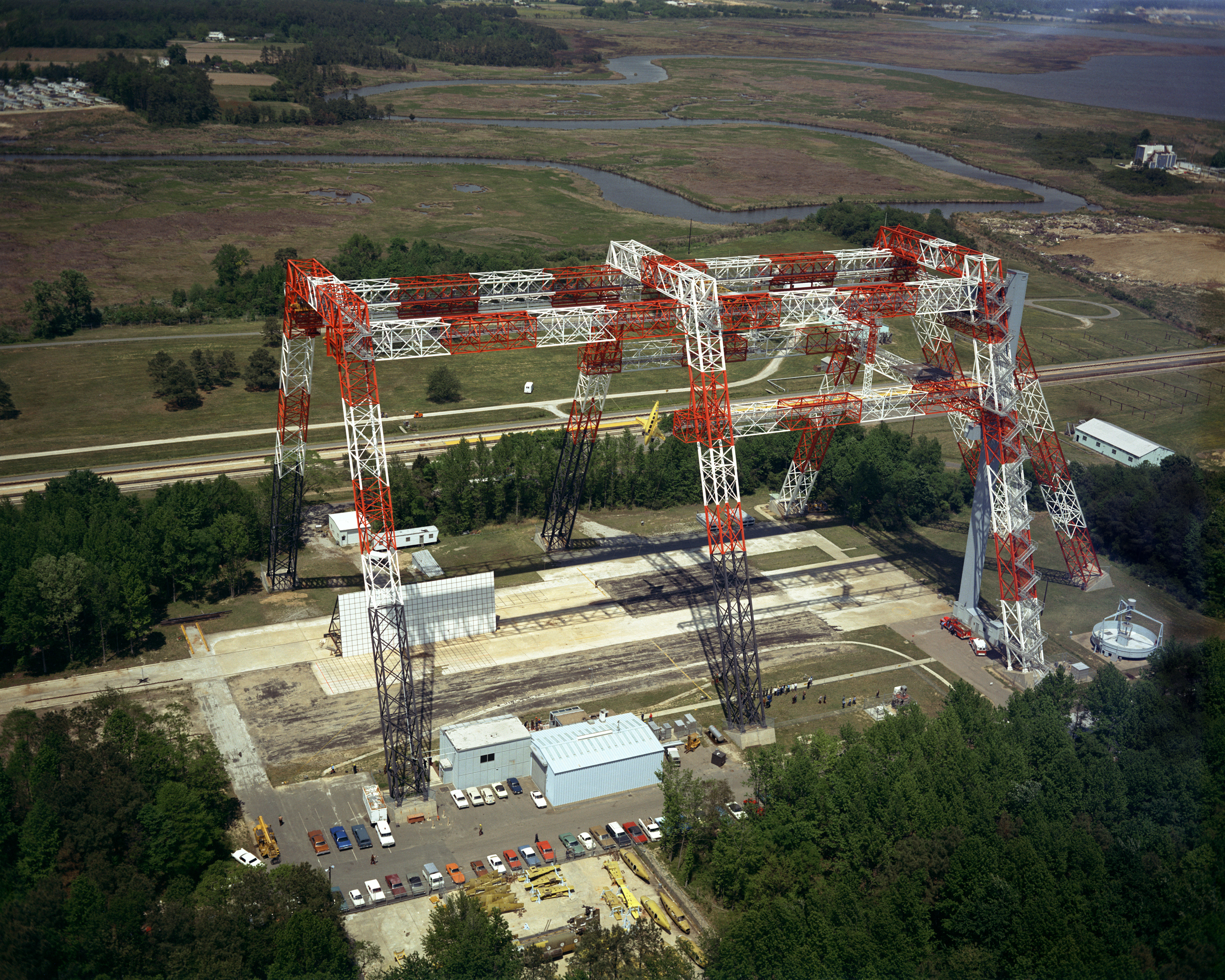
Lunar Landing Research Facility (1974)
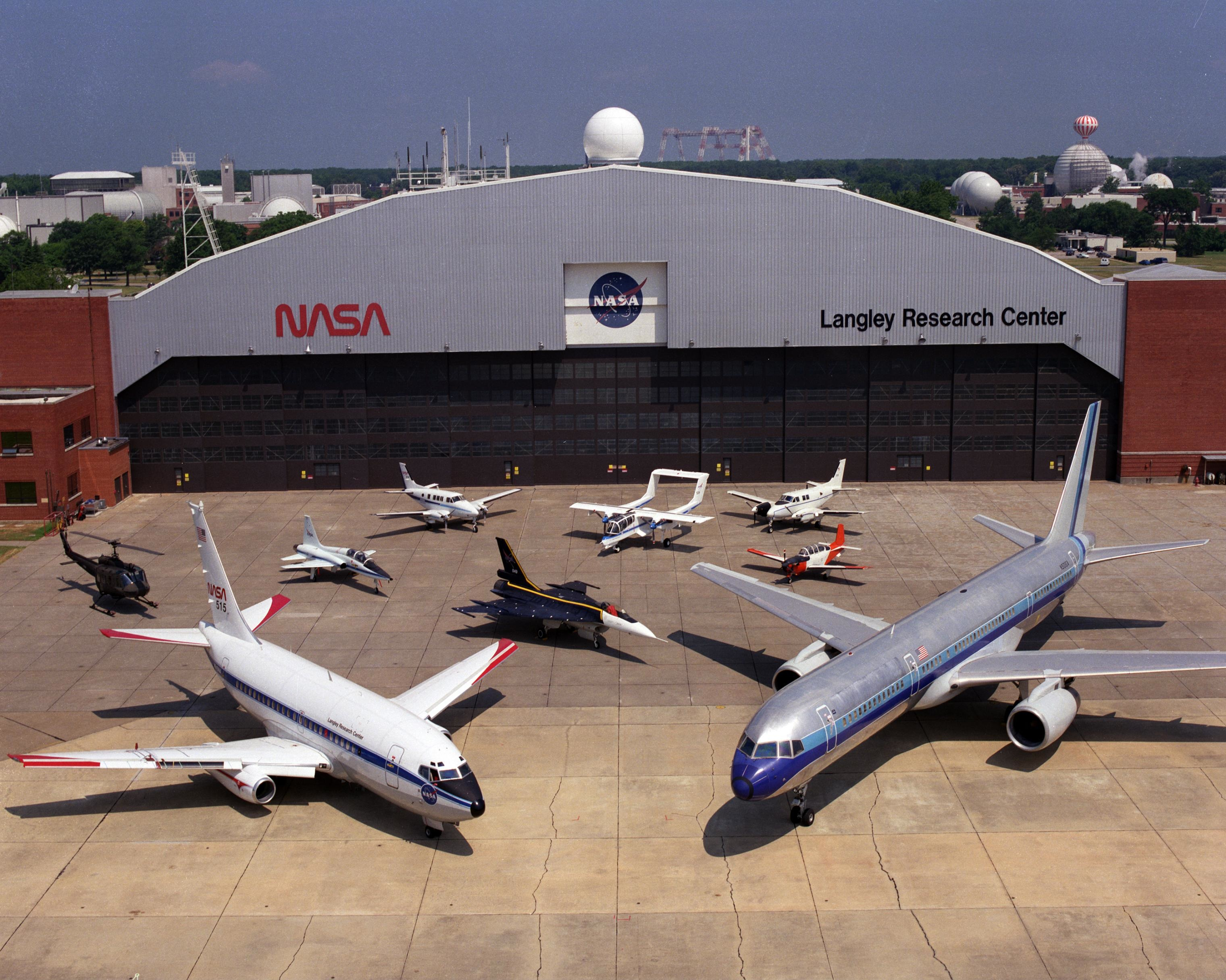
Forschungsflugzeuge der Einrichtung (1994)
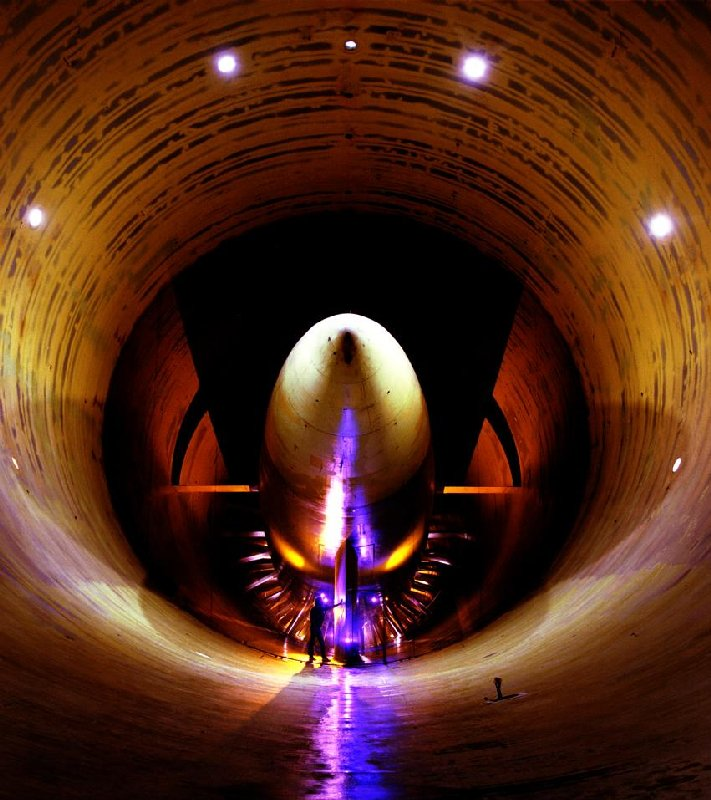
Überschall-Windkanal in Langley